# Hannoversches Volksblatt
Das Hannoversche Volksblatt war eine ab 1840 in Hannover erscheinende Zeitung, die von Wilhelm Schröder gegründet und redigiert wurde.
Das Stadtlexikon Hannover führt dazu kein eigenes Stichwort auf; Online-Angaben der Gottfried Wilhelm Leibniz Bibliothek und der Bibliothek des Niedersächsischen Landtags sind zum Teil noch unvollständig beziehungsweise widersprüchlich.
Einerseits sei das Hannoversche Volksblatt mit dem Zusatz „vaterländische Mitteilungen zur Unterhaltung und Belehrung für Leser aller Stände“ über Helwing erschienen, anfangs vier Mal wöchentlich, später nur noch wöchentlich. Eine durchgängige Erscheinungsweise bis 1851 beziehungsweise bis zur Ausgabe „16.1855“ ist bisher nicht belegt. Nachgewiesen seien jedoch eine „neue Folge“ „1.1879“ sowie „IX“ und „X-1880“.
Andererseits sei ab 1840 ein Hannoversches Volksblatt für Leser aller Stände über Schlüter erschienen. Die Gottfried Wilhelm Leibniz Bibliothek hält Bände von 1840, 1844, 1849–1852 und 1854–1855 vor.